# レオシュ・ヤナーチェク
レオシュ・ヤナーチェク（チェコ語: Leoš Janáček [ˈlɛoʃ ˈjanaːt͡ʃɛk]  発音, 1854年7月3日 - 1928年8月12日）は、モラヴィア（現在のチェコ東部）出身の作曲家。
モラヴィア地方の民族音楽研究から生み出された発話旋律または旋律曲線と呼ばれる旋律を着想の材料とし、オペラをはじめ管弦楽曲、室内楽曲、ピアノ曲、合唱曲に多くの作品を残した。そのオペラ作品は死後、1950年代にオーストラリアの指揮者チャールズ・マッケラスの尽力により中部ヨーロッパの外に出て、1970年代以降は広く世に知られるようになった。

## 生涯

### 少年時代（1854年 - 1868年）

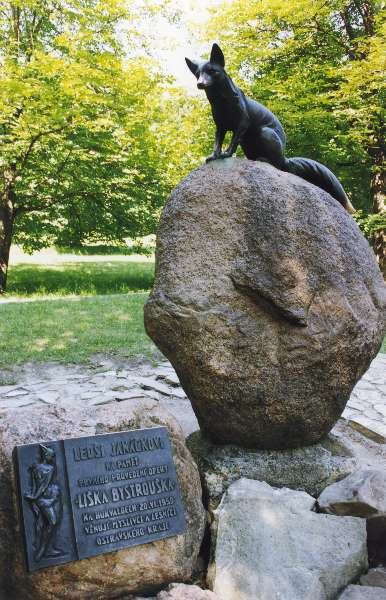
故郷フクヴァルディに建つ代表作『利口な女狐の物語』をモチーフとしたモニュメント

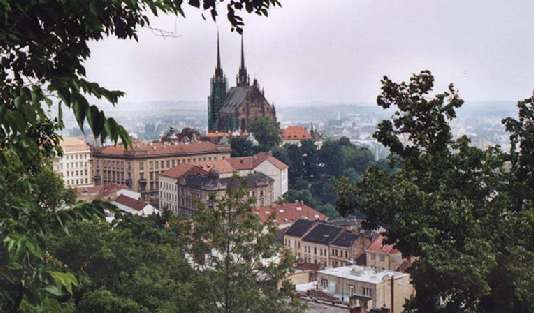
ブルノ

1854年7月3日、モラヴィア北部のフクヴァルディという村で、父イルジーと母アマリアの10番目の子供（14人兄弟）として誕生した。祖父と父はともに教師で、音楽家でもあった。

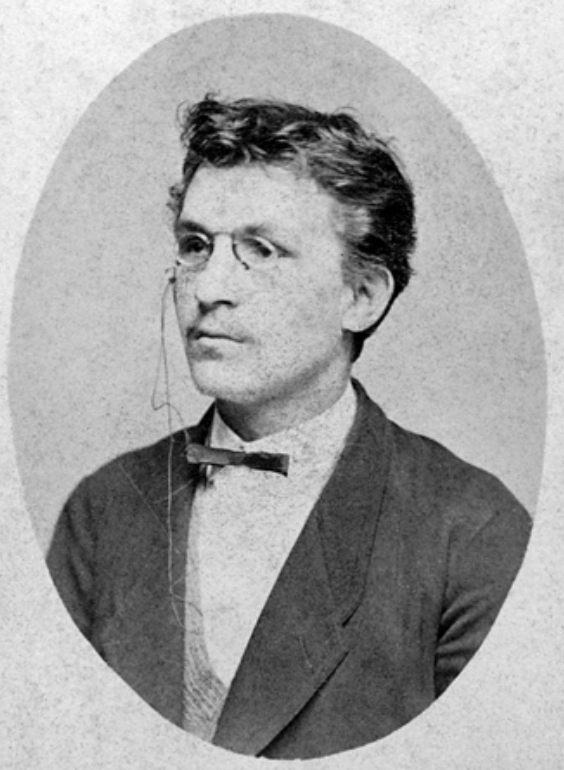
青年期（1874年）。

11歳のとき、ヤナーチェクの音楽的素養を見抜いていた父イルジーの意向によってモラヴィアの首都ブルノにあるアウグスティノ会修道院付属の学校に入学し、同時に修道院の少年聖歌隊員となった。聖歌隊の指揮者であったパヴェル・クシーシュコフスキーはヤナーチェクの父イルジーのもとで音楽の教育を受けた人物で、ベドルジハ・スメタナと同時期に活動したチェコ音楽における重要人物とされる。ヤナーチェクは約4年または8年の間、クシーシュコフスキーの指導を受けた。1866年にイルジーが死去し、伯父のヤンの後見を受けることになった。なお、ヤナーチェクは後に生まれ故郷のフクヴァルディに足繁く通うようになり、1921年には家を購入している。

### 王立師範学校時代（1869年 - 1874年）
1869年秋、ブルノ市のドイツ人中学校を卒業したヤナーチェクは王立師範学校の教員養成科に入学し、音楽のほか歴史、地理、心理学で優れた成績を収めた。イーアン・ホースブルグは、ヤナーチェクのオペラ作品に登場人物に対する深い理解がうかがえることと心理学でよい成績を収めたこととの関連性を指摘している。1872年、3年間の教科課程を修了したヤナーチェクは無給での教育実習を2年間課せられた。同じく1872年にアウグスティノ会修道院の聖歌隊副指揮者に就任。留守がちであったクシーシュコフスキーにかわって活動を取り仕切った。指導を受けた生徒の一人によると、ヤナーチェクは「気性が激しく、怒りっぽく、発作的に怒りを爆発させていた」という。1873年、スヴァトプルク合唱協会の指揮者に就任。イーアン・ホースブルグによるとスヴァトプルク合唱協会は主に織工によって構成されており、「居酒屋に集まる労働者の歌唱クラブの域をあまり出なかったが、ヤナーチェクの熱意のおかげでその水準はかなり高まった」。ヤナーチェクは合唱協会のために四声部の世俗歌を作曲しており、イーアン・ホースブルグは、合唱協会の指揮者を務めたことと『耕作』や『はかない愛』といった初期作品のいくつかが無伴奏男声合唱のための作品であることとの関連性を指摘している。
1874年、2年間の教育実習を終え最終試験に合格したヤナーチェクは王立師範学校を卒業。この時ヤナーチェクが取得したのは「チェコ語が話される学校で地理と歴史を教える資格」であり、音楽を教える資格ではなかった（ヤナーチェクが音楽の正教員としての資格を得たのは1890年5月のことである）。また、当時多くの中等学校ではチェコ語ではなくドイツ語が話されていた。

### プラハに滞在（1874年 - 1875年）
ヤナーチェクは王立師範学校長のエミリアン・シュルツにプラハのオルガン学校で学ぶことを勧められ、1年間の休暇が与えられた。出願に際し、師であるクシーシュコフスキーは以下のような推薦状を書いた。

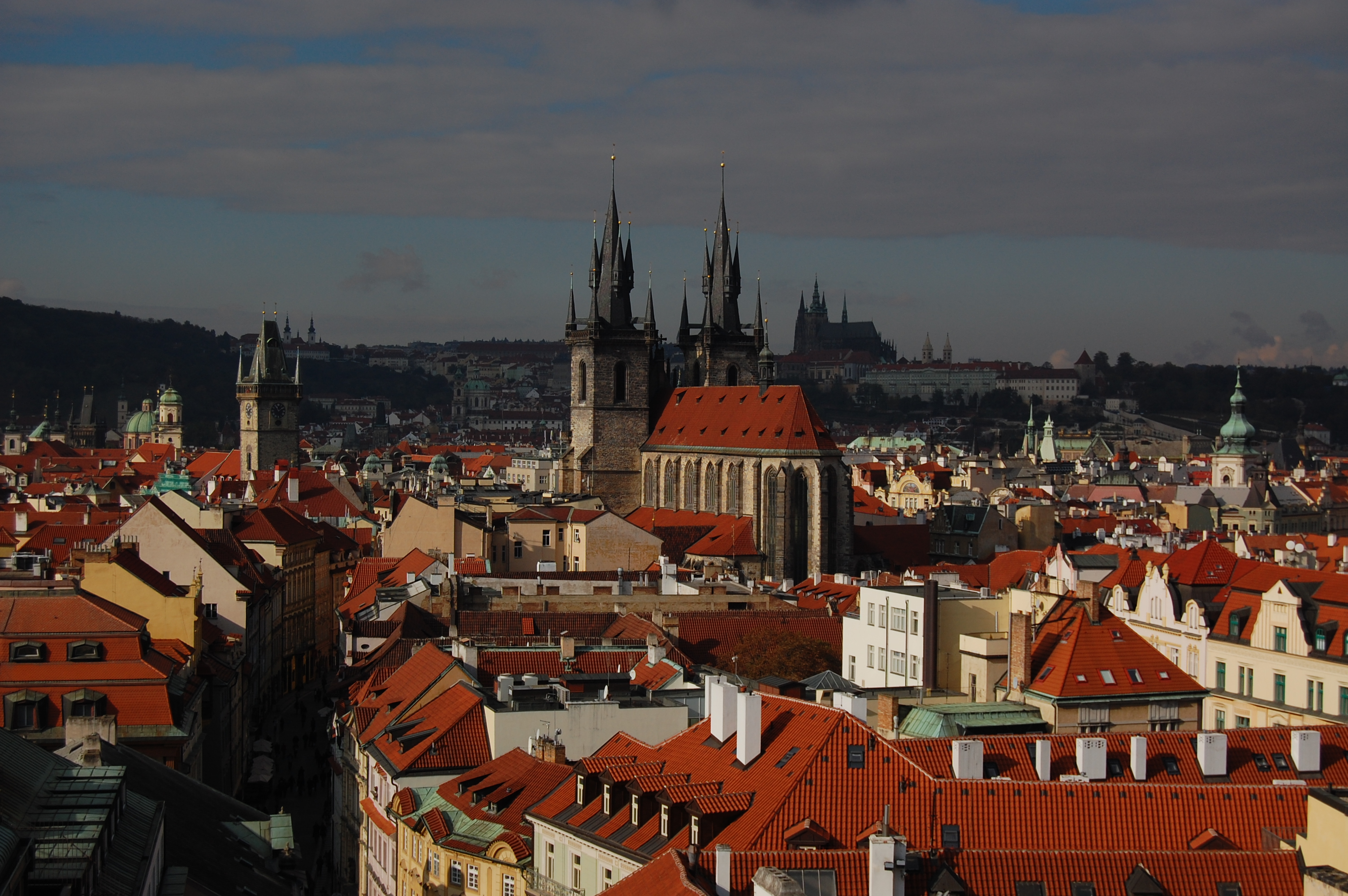
プラハ

プラハ滞在中、ヤナーチェクはアントニン・ドヴォルザークと出会って親交を深め、その音楽を深く愛するようになった。また、ロシアを「全スラブ民族の理想の源泉」と位置付けて親ロシア的な心情を抱くようになり、ペテルブルク留学を志し独学でロシア語を学んだ。ヤナーチェクは後に生まれた2人の子供に、ロシア式の名をつけている。1918年に完成した交響的狂詩曲『タラス・ブーリバ』は「ロシア人をスラヴ民族の救済者であり指導者であるとみなす国家的情熱」が反映された作品とされる。ヤナーチェクの最後のオペラ作品である『死の家より』はフョードル・ドストエフスキーの小説『死の家の記録』を、1921年初演のオペラ『カーチャ・カバノヴァー』はアレクサンドル・オストロフスキーの戯曲『嵐 』をもとに制作されており、他に実行には移せなかったもののレフ・トルストイの小説『アンナ・カレーニナ』、『生ける屍』を題材にしたオペラの制作を計画していた。また1898年にはロシア愛好者協会を設立して1914年まで会長を務め、1909年にブルノのロシア文化サークルの会長を務めた。文芸評論家の粟津則雄は、ロシアの作曲家を除けばヤナーチェクほど「ロシアの文化や文学と強く結びついた作曲家はちょっとほかに思いつかない」と述べている。粟津は、ヤナーチェクの親ロシア的な心情には政治的な動機はまったくなく、「ロシアとかチェコといった区別を超え、それらをともに包んだ汎スラヴ的なものへの夢想」によるものであったと分析している。
ヤナーチェクは教会音楽を中心としたオルガン学校の教育課程を「きわめて優れている」成績で修了。1875年の夏をズノロヴィの叔父のもとで過ごした後、ブルノに戻った。

### ブルノへ戻る（1875年 - 1879年）
ブルノに戻ったヤナーチェクは師範学校の臨時教員となり、アウグスティノ会修道院聖歌隊とスヴァトプルク合唱協会の指揮を再開した。新たにブルノ・クラブ合唱協会聖歌隊の指揮者にも就任し、多忙となったため1876年10月にスヴァトプルク合唱協会の指揮者を辞任した。ブルノに戻ったヤナーチェクが手掛けた作品には男声合唱曲の『まことの愛』、『沈んだ花環』のほか、初の器楽作品である『管弦合奏のための組曲』、メロドラマ『死』などがある。イーアン・ホースブルグはこの時期のヤナーチェクを「平凡な成行きで作曲と編曲にも手を染めた有能な教会音楽家以上の存在であることを暗示するものは、まだそこにはいっさいなかった」と評している。

### ライプツィヒ・ウィーンに滞在（1879年10月 - 1880年）

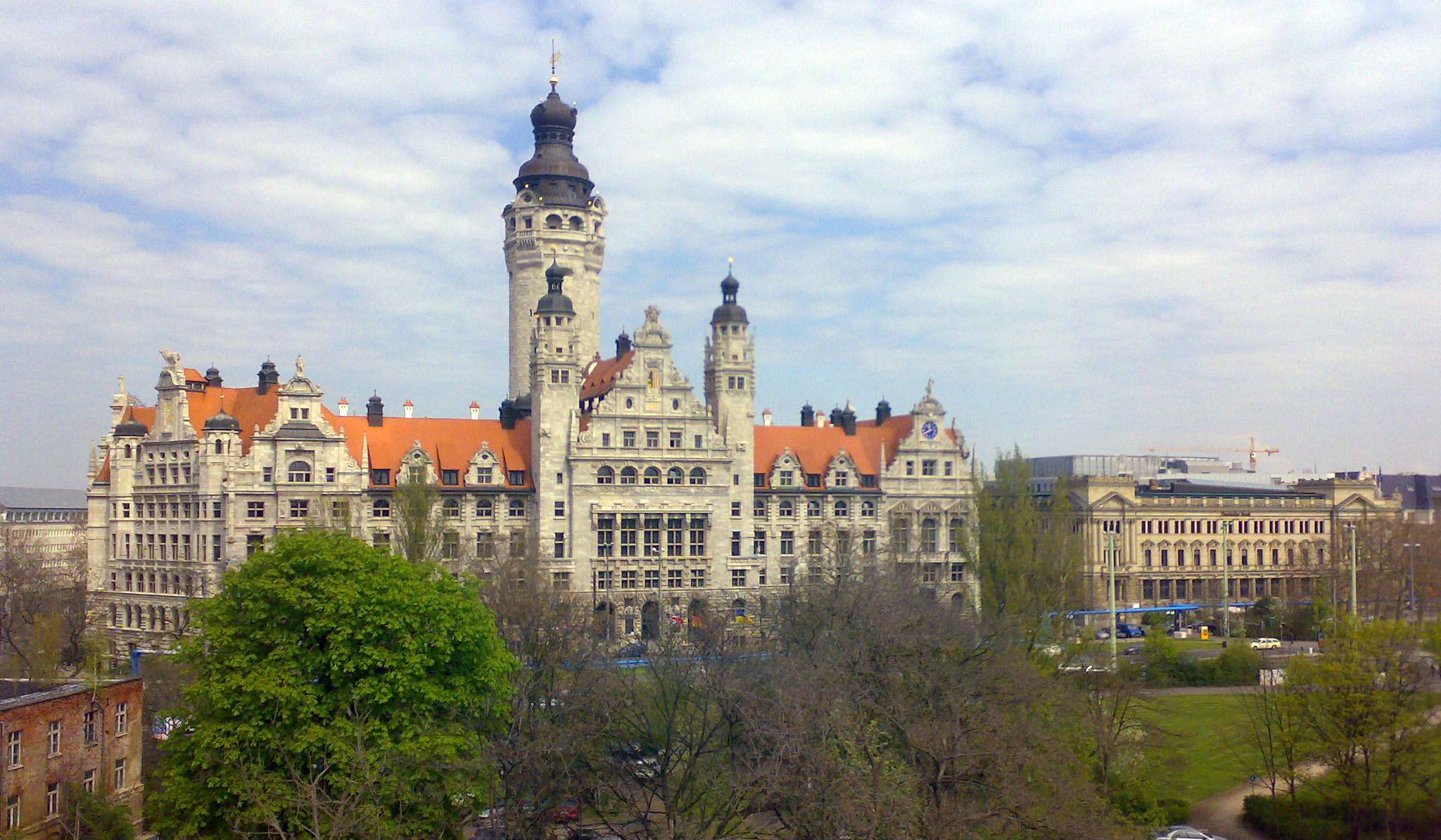
ライプツィヒ

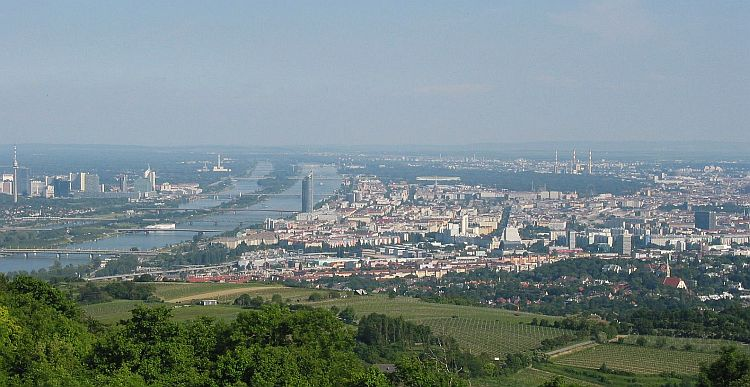
ウィーン

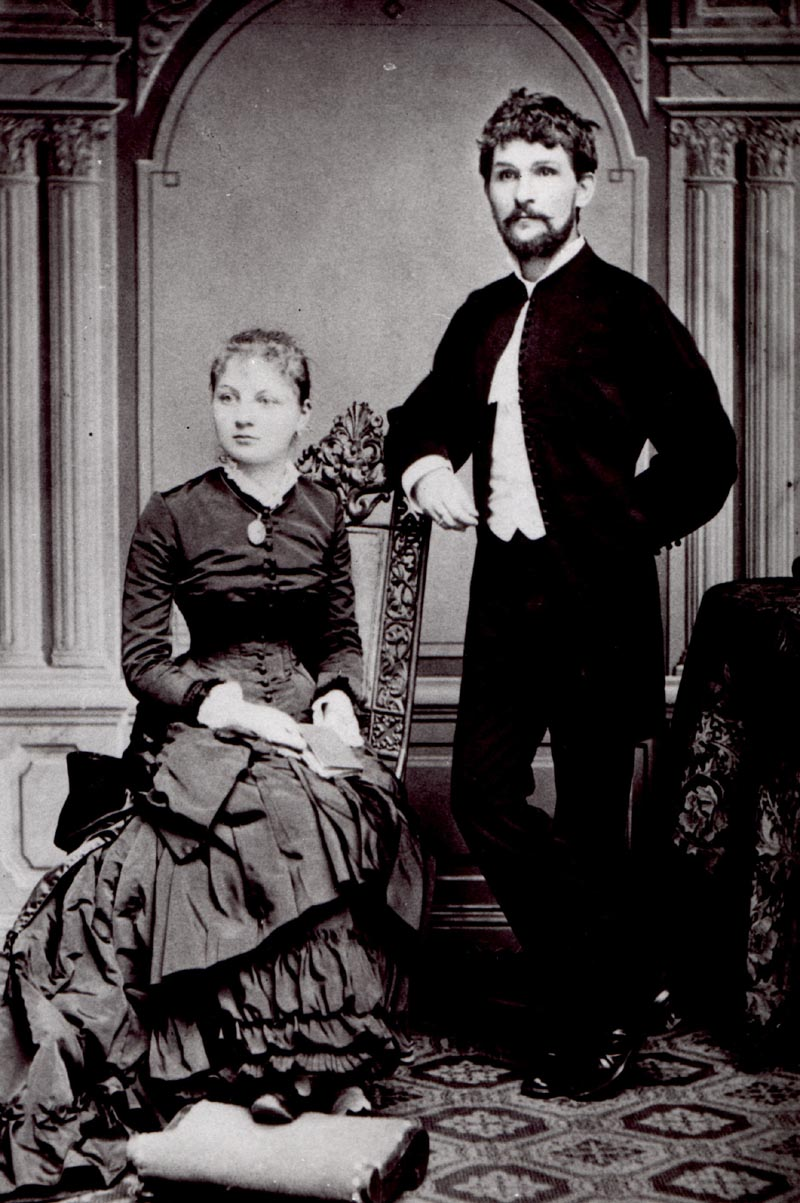
ヤナーチェクとズデンカ・シュルゾヴァー(1881年)

やがてヤナーチェクは「基本的な音楽技能を向上させたい」と思うようになり、1879年10月、王立師範学校長エミリアン・シュルツの勧めでライプツィヒ音楽院に入学した。この時ヤナーチェクはシュルツの娘、ズデンカ・シュルゾヴァーと交際していた。音楽院でのヤナーチェクの評価は「『並はずれた才能に恵まれ、まじめで勤勉で』、『きわめて有能で知的で』あり、「まれにみる真剣さ」で勉強に熱中している」というものであったが、ヤナーチェクは授業の内容に満足できず、1880年2月末にウィーンへ移った。イーアン・ホースブルグによると5か月間のライプツィヒ滞在中にヤナーチェクはルートヴィヒ・ヴァン・ベートーヴェン、フランツ・シューベルト、ロベルト・シューマンの音楽に接しており、この時期に作曲された作品からはその影響がうかがえる。ウィーン滞在中、ヤナーチェクは2つのコンクールに『ヴァイオリン・ソナタ』を出品したが「あまりにも保守的」であるとして高い評価を得ることはできず、一方音楽院の授業にも満足することができなかった。ライプツィヒ、ウィーンでの滞在を通してヤナーチェクは、「正規の教育を受ける必要はもはやないという事実を痛感した」。

### 再びブルノへ戻る（1880年 - 1916年）

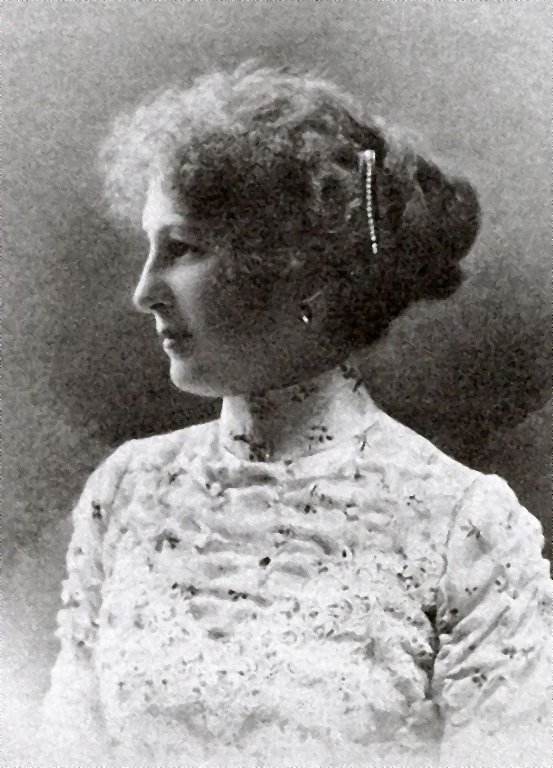
オルガ

ウィーンからブルノへ戻った後ズデンカと婚約し、1881年7月13日に結婚。翌1882年8月に娘のオルガが誕生したが、直後に母アマリアとの同居を望むヤナーチェクに反発したズテンカが娘を連れて2年間実家に戻るなど、当初から夫婦関係は不安定であった。また、民族主義者のヤナーチェクは「きわめてドイツ的」なズデンカの親族に当惑を覚えていた。ヤナーチェクのもとへ戻ったズテンカは長男ヴラディミールを出産したがヴラディミールは猩紅熱にかかり、1890年11月に2歳半で死去した。ヴラディミールの死により、結婚・同居関係こそ解消されなかったものの、ヤナーチェク夫妻の結婚生活は事実上破綻した。なお、ズデンカはヤナーチェクの死後「ヤナーチェクとの生活」と言う回想録を遺し、2人の関係について率直に語っている。
1882年9月、ヤナーチェクはブルノにオルガン学校（現在のヤナーチェク音楽院）を設立した。この学校ではヤナーチェクが自ら音楽理論を教えたほか、義父となったエミリアン・シュルツが心理学を教えた。学校の教育課程は3年間で、目的は「教会音楽の技能の質を高めること」であった。これについてイーアン・ホースブルグは、「プラハ・オルガン学校の規則を手本としていたことは明らか」としている。
同じく1882年9月、ブルノ・クラブ合唱協会運営の「若い歌手とヴァイオリニストのための学校」がヤナーチェクの計画に基づき設立されると、その責任者に就任した。アウグスティノ会修道院聖歌隊の指揮者にも復帰し、さらに1884年11月に音楽雑誌『ブデブニー・リスティ』を創刊、編集者を務めた。ヤナーチェクはブルノ・クラブ合唱協会内部から批判を浴び、1889年以降聖歌隊の指揮者と「若い歌手とヴァイオリニストのための学校」の運営責任者から退いた。この時期のヤナーチェクは多くの仕事や夫婦間の軋轢を抱え、1881年から1888年にかけて作曲したのは『四つの男声合唱曲』などいくつかの合唱曲のみである。ユリウス・ゼイエル（Julius Zeyer）の戯曲を原作とするオペラ『シャールカ』の作曲にも取り掛かったが、ゼイエルから詞の使用許可を得ることができず、とん挫した。『シャールカ』が完成したのはゼイエルが1901年に死去し、その作品がチェコ・アカデミーに遺贈された後のことである。
1886年、ヤナーチェクは民俗音楽を研究していた民俗学者フランティシェク・バルトシュ（František Bartoš）と親交を深め、バルトシュに協力して民俗音楽と民俗舞踊の収集・分析作業を行うようになった。作業を進める中でヤナーチェクは民俗音楽の技法に魅せられていき、民俗音楽を採集することにとどまらず編集・刊行し、さらには自らの器楽作品に活用するようになった。ヤナーチェクはモラヴィアの民謡にとくに強い関心を抱いた。内藤久子は、ヤナーチェクは民謡を「民衆の生を包みこむ、まさに生きた歌」ととらえ、芸術音楽が「唯一、民謡から発展する」ことを確信していたと主張している。19世紀末から20世紀初頭にかけ、ヤナーチェクは作曲家としてよりも民俗音楽学者として名が通っていたといわれる。1889年から1890年にかけて作曲された『ラシュスコ舞曲』は、編曲・採集を除き、民俗音楽の影響がうかがえる初の作品とされる。イーアン・ホースブルグは『ラシュスコ舞曲』について、以下のように評している。「特色の重要性は、いくら強調してもしすぎることはない。この比較的初期の作品においてヤナーチェクは、のちの作品で発展させてゆく旋律とリズムの創意を身につけていたことをすでに示していた」。1891年にはオペラ『物語の始まり』が完成。この作品はモラヴィア人がモラヴィアの民俗的資料に基づいて作曲した初のオペラであった。イーアン・ホースブルグは「『物語の始まり』の重要性は、「その質がどうあれ、ここでヤナーチェクが音楽の点でも題材の点でも『シャールカ』のロマン主義を断固として放棄したことである」と評している。音楽学者の内藤久子は、ヤナーチェクはこの頃から固有の語法を確立していったと考察している。
1891年を境に、ヤナーチェクは民俗音楽の旋律を作品中に直接用いる手法を用いなくなった。イーアン・ホースブルグによると、1894年完成の序曲『嫉妬』、1896年完成の宗教曲『主よ、我らをあわれみたまえ』、1898年完成のカンタータ『アマールス』、1901年完成の宗教曲『主の祈り』といった作品にそのような傾向がはっきりと認められ、1903年完成のオペラ『イェヌーファ』へと繋がる。『イェヌーファ』はガブリエラ・プライソヴァー（Gabriela Preissová）による戯曲『彼女の養女』の翻案を基にした作品で、この戯曲はモラヴィアの村を舞台とし、さらにモラヴィア方言で書かれている点に特徴があり、ヤナーチェクが独自の語法を確立した作品として知られる。ヤナーチェクは1894年から『イェヌーファ』の制作にとりかかっていた。『イェヌーファ』は子供の死にまつわる悲劇を描いた作品であるが、完成の直前、ヤナーチェクは実際に娘のオルガを病で失っている。死の間際の願いは『イェヌーファ』の全曲の演奏を聴きたいというもので、願いが叶えられた5日後にオルガは死去した。ヤナーチェクはプラハでの初演を望んだが果たせず、1904年1月にブルノの仮設劇場で上演された。地元での評価は極めて高かったが、「プラハの批評家たちはほとんど公然と敵意を示した」。イーアン・ホースブルグは当時のヤナーチェクについて、「プラハにおいては、彼はいくぶん冷やかに作曲家とみられていたが、それよりもわずかに敬意をこめて民俗学者と考えられていたのだった」、「オペラ劇場やコンサートホールでの手ごわい競争者というよりも、民俗学者としての知識を身につけている二流の地方の作曲家であるという見方がプラハではなおも一般的であった」と評している。
『イェヌーファ』の完成から数か月でヤナーチェクはオペラ『運命』の制作に乗り出し、半年で完成させた。イーアン・ホースブルグによるとこの作品は「然るべき方向に進めることができなかった失敗作」であった。台本の書き直しを模索するなど上演を躊躇するうちに第一次世界大戦が勃発して上演が不可能となり、没後30年にあたる1958年に初めて舞台で上演された。1906年から1909年にかけ、ヤナーチェクはモラヴィア教員合唱団のために3つの男声合唱曲（『ハルファール先生』、『マルイチカ・マグドーノワ』、『7万年』）を作曲しており、これらはヤナーチェクの男性合唱曲の「頂点を極めた傑作」と評されている。
1904年9月、ヤナーチェクは王立師範学校の教員を辞職した。1904年、ワルシャワ音楽院院長就任を打診される。親露家のヤナーチェクはこの話に前向きであったが、立ち消えとなった。1905年10月1日、ブルノでチェコ人のための大学創立を要求するデモと軍隊が衝突し一人の労働者が死亡する事件が起こると、ヤナーチェクは猛烈に怒り『ピアノソナタ「1905年10月1日 街頭にて」』を作曲した。

### プラハでの『イェヌーファ』上演（1916年）

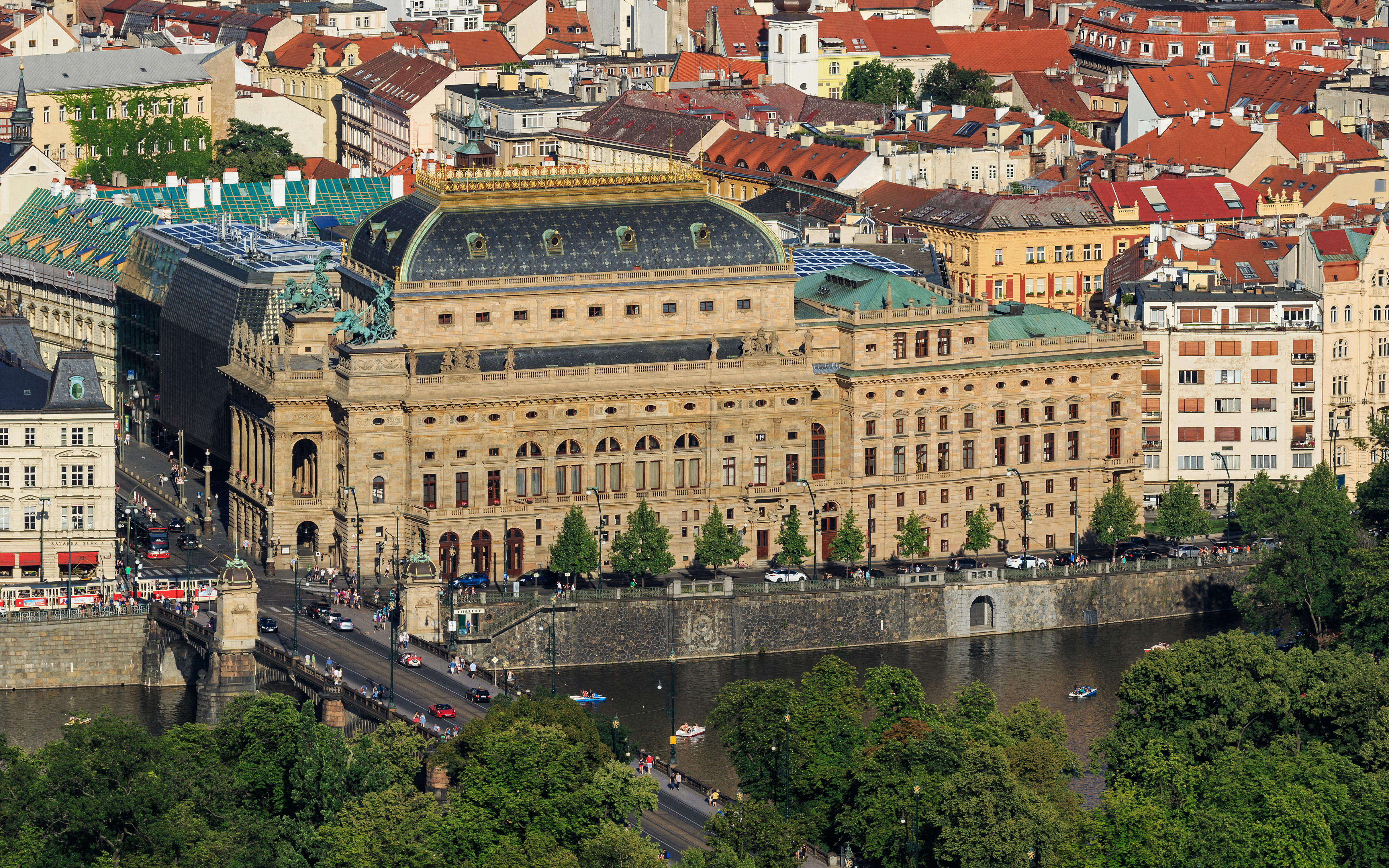
プラハ国民劇場

1916年5月26日、かつて果たされなかったプラハでの『イェヌーファ』上演が実現した。上演が実現しなかった要因の一つとして、プラハ国民劇場の首席指揮者カレル・コヴァジョヴィツがヤナーチェクに対し悪感情を抱いていたことが挙げられる。1887年、ヤナーチェクはコヴァジョヴィツのオペラ『花嫁』を「威嚇的な暗さと絶望的な悲鳴にみち、短剣が振り回されるいわゆる音楽」、「不安定な和音と動揺する聴感覚をそなえた序曲は、音楽的才能-かなり耳を悪くしてしまう才能-を証明している」と酷評していた。事態が打開したのはヤナーチェクの友人ヴェセリー夫妻のコヴァジョヴィツに対する説得が功を奏したからであった。プラハ国民劇場での上演はイーアン・ホースブルグ曰く「度肝を抜くような大成功」で、その後ウィーン、ケルン、フランクフルト、リュブリャナ、ポズナニ、リヴォフ、バーゼル、ベルリン、ザグレブなどで上演された。プラハでの上演後、ヤナーチェクはヨゼフ・ボフスラフ・フェルステルへの手紙で次のように述べている。
この言葉通り、ヤナーチェクはプラハでの『イェヌーファ』上演以降、精力的に作品をつくり出していった。イーアン・ホースブルグはこれを、「異常な力と独創性をそなえた音楽」が「万華鏡のようにほとばしり出（た）」と評している。

### カミラ・シュテスロヴァーとの出会い（1917年 - 1928年）

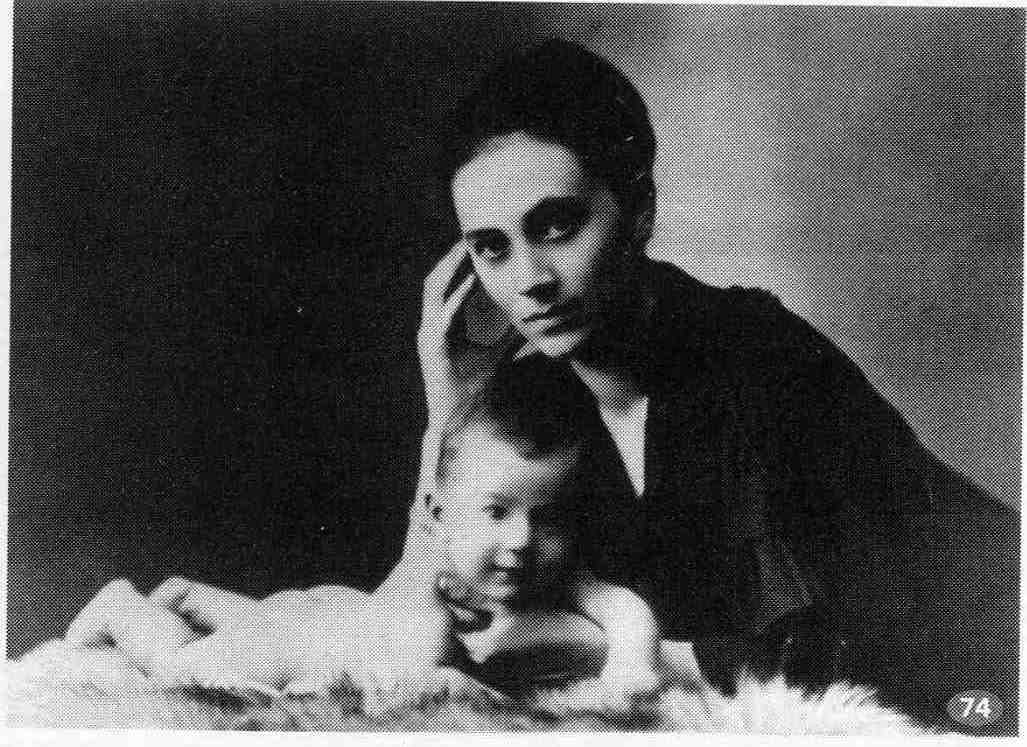
カミラ・シュテスロヴァー（1917年）

1917年夏、ヤナーチェクは二人の子供を持つ38歳年下の既婚女性カミラ・シュテスロヴァーと出会い、魅了された。以降ヤナーチェクは生涯にわたりカミラに対し熱烈に手紙を送り続け、その数は11年間で600通以上に及ぶ。カミラが住む南ボヘミアのピーセクを訪れ家に泊まることもあったが、両者に肉体関係はなかったとされる。カミラの存在は晩年の活動に多大な影響を与えたと考えられており、たとえば『消えた男の日記』は若者がゼフカという名のジプシーに恋をする連作歌曲であるが、ヤナーチェクはカミラに対し「『日記』を作曲しているあいだ、あなたのことしか考えませんでした。あなたはゼフカであったのです!」と書いた手紙を送っている。また、管弦楽曲『シンフォニエッタ』は、カミラの前で構想が立てられた。
1918年、チェコスロバキアがオーストリア＝ハンガリー帝国から独立。1919年、新政府がヤナーチェクが設立したオルガン学校を国立音楽院としたが、その院長にはヤナーチェクではなく弟子のヤン・クンツが抜擢され、ヤナーチェクはショックを受けたとされる。1926年に完成した管弦楽曲『シンフォニエッタ』は独立を果たしたチェコスロバキアに対する誇りが反映された作品で、チェコスロバキア共和国軍に捧げられた。
1920年にプラハで上演された『ブロウチェク氏の旅行』は、ヤナーチェクが手掛けたオペラ作品の中で唯一初演がプラハで行われた作品であり、さらに初めて作家に頼らず独力で台本を完成させるスタイルを確立させるきっかけをつかんだ作品である。『ブロウチェク氏の旅行』より後に制作された4つオペラ（『カーチャ・カバノヴァー』、『利口な女狐の物語』、『マクロプロス事件』、『死者の家から』）はすべてヤナーチェク自身が台本を手掛けた。和田亘はその理由を、ヤナーチェクが目指した「できるかぎり自然な楽曲形成をおこなうためにはそれにふさわしい台詞が必要であった」からだとしている。なお、イーアン・ホースブルグによるとこのうち『カーチャ・カバノヴァー』、『利口な女狐の物語』、『マクロプロス事件』は、（ヤナーチェクがカミラを通じて垣間見た）女性がもつ3つの顔を描いた三部作で、『カーチャ・カバノヴァー』は「苦悩に満ちた情熱」を、『利口な女狐の物語』は「自然な天真爛漫さ」を、『マクロプロス事件』は「冷たい不自然な美」を描いている。ホースブルグは『マクロプロス事件』と『死者の家から』について、「（ヤナーチェクの）主題の展開と探求の体系が究極的な豊かさに到達しており、オペラ化がきわめてむずかしい物語が、かえって彼の豊かな才能を十分に引き出している」と評している。1920年、ヤナーチェクはプラハ音楽院ブルノ分校の教員となり、1925年まで作曲を教えた。

### 死（1928年）

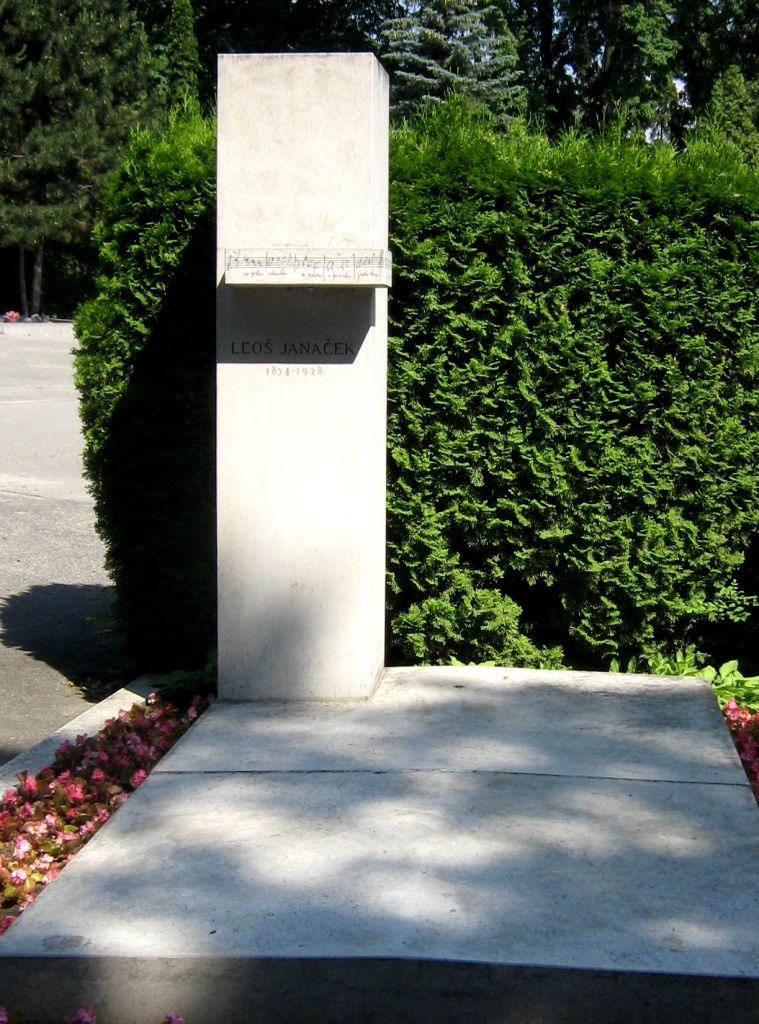
ブルノにあるヤナーチェクの墓

1928年7月30日、カミラ・シュテスロヴァーとその夫ダーヴィト、そして11歳になるカミラの息子の三人を招待して、故郷フクヴァルディに出かけた。ダーヴィトは商用のため数日で帰宅したため、ヤナーチェクは三人で休暇を過ごしていたが、この滞在中ヤナーチェクは死に至る肺炎に罹った。カミラの息子が迷子になったと思い込み、森の中へ探しに入ったのが原因といわれている。
8月12日の夜、ヤナーチェクは肺炎によりオストラヴァで息を引き取り、同月15日にブルノで公葬が執り行われた。妻のズデンカは連絡の遅れによりヤナーチェクの死に目に会えなかった。さらに死の直前、ヤナーチェクは遺書をカミラに有利な内容に書き換えていたため、カミラとズテンカは激しく対立することとなった。
死のおよそ2か月前の1928年5月、ヤナーチェクはオペラ『死の家より』を完成させている。完成前の1927年11月と1928年5月に、カミラ宛ての手紙でヤナーチェクは以下のように述べている。
同年2月19日に完成した『弦楽四重奏曲第2番「ないしょの手紙」』は、カミラへの愛が表現された最後の作品と考えられている。

## モラヴィア音楽の特徴とヤナーチェク
チェコの音楽学者J・ヴィスロウジルは、ヤナーチェクの作品に「モラヴィアのフォークロア（民俗音楽）を活用し、あるいは摂取して、地方性を強く芸術作品に表出しようとする動き」と濃厚なモラヴィアの地方色を見出し、フランチシェク・スシル（František Sušil）、パヴェル・クシーシュコフスキー、アロイス・ハーバとともにヤナーチェクを音楽のモラヴィズム、モラヴィア主義の系譜に属する音楽家であると評価している。ヤナーチェクは「民俗音楽と芸術音楽は一つの管で繋がっているようなものである」と考えた。ヤナーチェクは芸術音楽が「唯一、民謡から発展する」と確信し、モラヴィア民謡から音楽の基礎を会得したといわれており、その作品はモラヴィアの民俗音楽（en）から強い影響を受けた。ドイツの音楽批評家ハンス・ハインツ・シュトゥッケンシュミットは、ヤナーチェクが目指したものは「民謡の精神に基づく現代音楽の刷新」であったと述べている。ヤナーチェクは民謡を直接引用するのではなく、その構造を科学的に分析して独自の「語法」を会得しようとした。
現在のチェコは大きく分けて、ベドルジハ・スメタナやドヴォルザークの生まれたボヘミア（西部）とヤナーチェクの生まれたモラヴィア（東部）という歴史的地域から成り立っているが、両者の間には文化においても違いがある。ボヘミアが「いつも多分に西ヨーロッパの一部」で「いっそう都会風で豊か」なのに対し、モラヴィアは「スラヴ系特有の東洋との同一性を保持」し、「本質的に農村」と評される。音楽についてもボヘミアの音楽が「単純な和声と規則的なリズムのパターンと調的構造」「厳格で規則正しい拍子」を有するのに対し、モラヴィア、とりわけワラキア、ラシュスコなどスロバキアに近い東部の音楽は規則性がなく、自由な旋律によって構成される。また、ボヘミアの音楽には長調のものが多く、モラヴィアの音楽には短調のものが多い。ボヘミアの音楽は舞踊に適するがモラヴィアの音楽は適さないとされる。ヤナーチェクはチェコの音楽史において、「スラヴ人民の為のチェコ音楽の創造を目ざし、モラヴィア地方の諸要素を自らの内に正当化しつつ、地方レベルの音楽からモラヴィアの地方性に基づく国民音楽へ、さらには20世紀における世界的水準に至る現代音楽へと、創作の意味内容と価値を昇華させた」と評される。ヤナーチェクは、スメタナの音楽のもつボヘミア的を西欧音楽・ドイツ音楽に傾斜した、「モラヴィアの『地方性』や『民俗性』を含む『汎スラブ主義』の理想を脅か」すものとみなし、「モラヴィアの伝統文化こそが、西スラヴ民族であるチェコ人の音楽を象徴するものである」と考えた。内藤久子は、ヤナーチェクは「西洋としてのチェコ音楽」ではなく「『スラヴ民族としてのチェコ民衆の音楽』を通して見出される表現領域」、「西洋文化の影響がどちらかといえば希薄な南東モラヴィアのスロヴァーツコ地方や、東モラヴィアのラシュスコおよびヴァラシュコ地方の民俗音楽」にこそ、スラヴ人としてのアイデンティティを見出したのだと述べている。モラヴィア出身の音楽学者J・ヴィスロウジルは、西洋音楽の枠にとらわれなかったヤナーチェクこそ「真のスラブ民族の音楽を樹立しようとした人物」であり、ヤナーチェクの出現によって「本当の意味での『チェコ国民音楽』の発展」が始まったのだと述べている。
モラヴィア民謡では旋律を三度や六度で重ねることがある。ヤナーチェクは部分的にこの手法を用いることで効果を上げている。これはボヘミア民謡にも共通の特徴であり、ヤナーチェクに先行するスメタナやドヴォルザークもしばしば用いているものである。イーアン・ホースブルグは、ヤナーチェクがこの手法を用いた場合について、「最大の同情がこめられた瞬間においては、…過酷な音楽との対比において、突然きらめく日の光のようにきわ立っている」と評し、例としてオペラ『死の家より』第一幕冒頭を挙げている。
ヤナーチェクは民謡を研究する中で、モラヴィア、とりわけ東部の民謡が「話し言葉（の抑揚）」から生まれると考え、オペラ『イェヌーファ』作曲中の1897年以降、「人間の心の動きの表れである話し言葉の抑揚を、言葉の意味と関連させて楽譜に写し取った」旋律（「旋律曲線」または「発話旋律」）を収集し、作曲の際の参考とするようになった。ヤナーチェクは発話旋律について「魂を覗き見るための窓」、「人間のある瞬間の忠実な音楽的描写であり、人間の心とその全存在のある一瞬の写真である」、「生なるもの'のすべてを映し出す鏡」「発話旋律の中にのみ、チェコ語による劇的な旋律の真の範例が多く見出される」と述べている。収集の対象は娘のオルガの臨終の床での言葉や動物の鳴き声にも及んだ。このことについて和田亘は、「偉大な自然の理法にしたがって生きる人間や動物の言語のいわば<<深層構造>>に迫ろうとする、ヤナーチェクの並々ならぬ熱意を示している」と評している。ヤナーチェクの楽曲の特徴は、旋律曲線または発話旋律を参考にした「少数の核となる動機の反復と変容から全体が植物が繁ってゆくような独自のパターンを確立している」点にあるといわれている。ヤナーチェクは収集した発話旋律を着想を得るための材料にはしたが、そのまま楽曲に活用することはしなかった。この点についてヤナーチェク自身は次のように述べている。

## 作曲法
ヤナーチェクがオペラの作曲で用いたプロセスは以下の通りである。
1. 主題について、かなり長い時間をかけて考える[101]
2. 「自然発生的なおおまかな草稿をスコアの形で書く」[101]
3. 「オペラの最終的な形が明瞭に認められるスコアを書く」[102]

- 第1段階では、「しばしば、作品に固有の環境の環境を探り同化しようとする努力がはらわれた」。たとえば『マリチカ・マグドーノヴァ』作曲時にはオストラヴァの工業地帯を、『ブロウチェク氏の旅行』作曲時にはプラハの聖ヴィトゥス大寺院の塔を訪れている[101]。
- 第2段階については、「（ピアノの）ペダルをしっかり踏んだままにして」、「同一のモチーフを繰り返」しながら、「通常このモチーフをもとにして作られる曲を、ピアノを使わずに熱狂的に紙面に書きつける」姿の目撃談がある[103]。

## ヤナーチェクの受容史

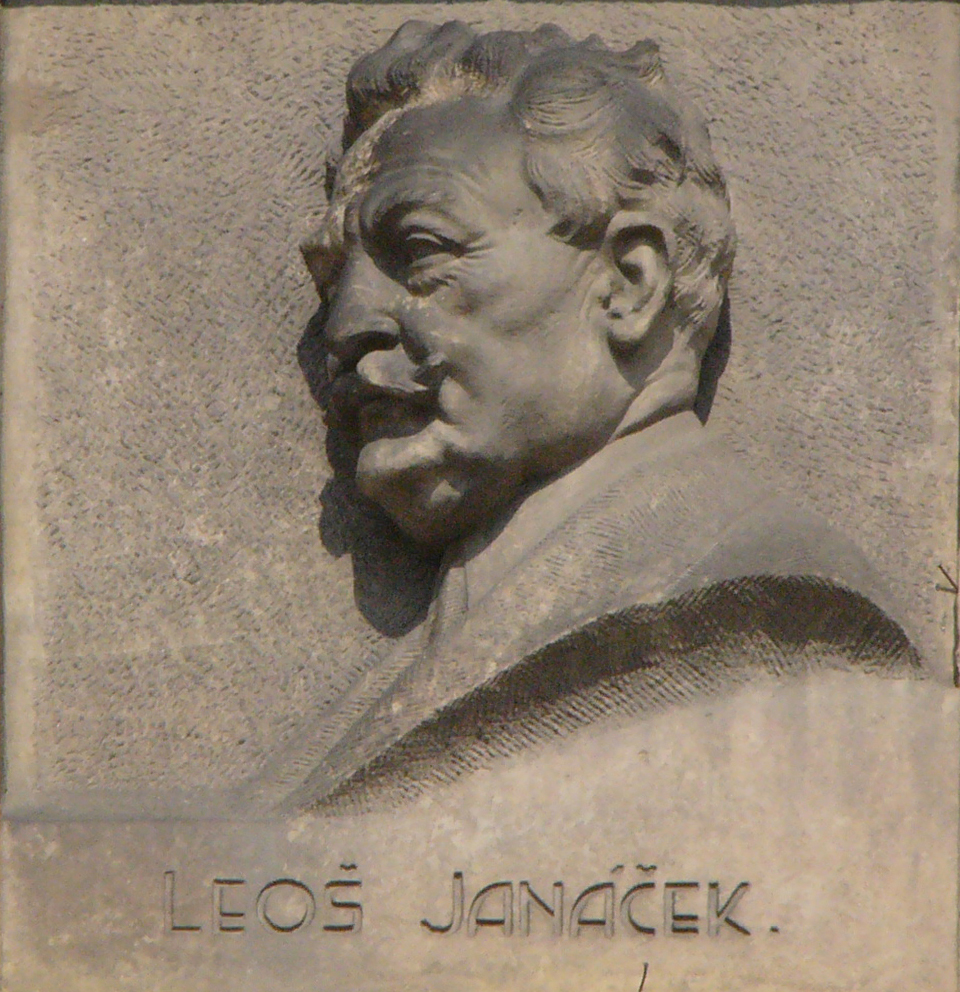
ヤナーチェクの作品群を記念して設計されたレリーフ

前述のように、「二流の地方の作曲家」であり「プラハにおいては、彼はいくぶん冷やかに作曲家とみられていたが、それよりもわずかに敬意をこめて民俗学者と考えられていた」ヤナーチェクの知名度は、1916年にオペラ『イェヌーファ』のプラハでの上演を成功させたことにより大きく広がり、1920年代に入るとブルノやプラハでオペラ作品が次々と上演されるようになった。ただし母国以外で作品が上演されたのは主にドイツで、上演される作品はほぼ『イェヌーファ』と『カーチャ・カバノヴァー』に限られていた。
英語圏では1919年にロンドンで催されたチェコスロバキア音楽祭で男声合唱曲『マリチカ・マグドーノヴァ』が演奏された後、ローザ・ニューマーチの尽力によって1922年にロンドンのウィグモア・ホールで『消えた男の日記』が、1926年にはウィグモア・ホールで『弦楽四重奏曲第1番』など4曲が、1928年にロンドンのクイーンズ・ホールで『シンフォニエッタ』が、1928年にノリッジで『グラゴル・ミサ』が演奏・上演されたが、ほとんど関心を示されなかった。アメリカでは1924年12月6日にニューヨークのメトロポリタン歌劇場でオペラ『イェヌーファ』（ドイツ語訳、マリア・イェリッツァ主演）が上演された時、イギリスの批評家アーネスト・ニューマンはこの上演を「明らかに素人に毛が生えた程度の男の作品としか思えない音楽」と酷評し、他にも「多くの批評家がヤナーチェクのなじみのない様式に当惑」した。
音楽評論家の相澤啓三はオペラ史におけるヤナーチェクの位置づけについて、以下のように評している。
相澤は1992年発行の著書『オペラの快楽』において、ヤナーチェクのオペラが広く世に知られるようになったのは1970年代以降であるが、チェコ語で書かれた9曲中「少なくとも5曲か6曲はこれから世界中のオペラハウスのレパートリーとして歓迎されるようになるでしょう」と述べている。
ヤナーチェクの死後の1951年、オーストラリアの指揮者チャールズ・マッケラスの尽力によりオペラ『カーチャ・カバノヴァー』が初めてサドラーズウェルズ劇場で上演されたのを皮切りに、「ヤナーチェクに対する最も熱狂的な支持」がイギリスで巻き起こった。イギリスでは「主要なオペラがすべて上演され」たほか、オペラ以外の作品に対する関心も高まりつつある。音楽評論家の相澤啓三は、ヤナーチェクのオペラが中部ヨーロッパから外に出るようになったのはマッケラスの功績であると評している。